# Jacques Tits
Jacques Tits (Uccle, 12 de agosto de 1930 – 5 de dezembro de 2021) foi um matemático belgo-francês. Trabalhou principalmente nas áreas da teoria dos grupos e geometria algébrica.

## Vida
Belga de nascimento, foi professor na Universidade Livre de Bruxelas, de 1962 a 1964, sendo em seguida professor na Universidade de Bonn, e em seguida professor no Collège de France, onde aposentou-se em 2000.

## Contribuições
Ele introduziu a teoria dos edifícios (às vezes conhecidos como edifícios de Tits), que são estruturas combinatórias nas quais os grupos atuam, particularmente na teoria algébrica dos grupos (incluindo grupos finitos e grupos definidos sobre os números p-ádicos). A teoria relacionada de pares (B, N) é uma ferramenta básica na teoria de grupos do tipo Lie. De particular importância é sua classificação de todos os edifícios irredutíveis de tipo esférico e classificação pelo menos três, o que envolveu a classificação de todos os espaços polares de classificação pelo menos três. A existência desses edifícios dependia inicialmente da existência de um grupo do tipo Lie em cada caso, mas em trabalho conjunto com Mark Ronan, ele construiu aqueles de classificação pelo menos quatro independentemente, produzindo os grupos diretamente. No caso de classificação 2, os edifícios esféricos são n-gons generalizados e, em trabalho conjunto com Richard Weiss, ele os classificou quando admitem um grupo adequado de simetrias (os chamados polígonos de Moufang). Em colaboração com François Bruhat, ele desenvolveu a teoria dos edifícios afins e, mais tarde, classificou todos os edifícios irredutíveis do tipo afim e classificou pelo menos quatro.
Outro de seus teoremas bem conhecidos é a "alternativa de Tits": se G é um subgrupo finitamente gerado de um grupo linear , então G tem um subgrupo solucionável de índice finito ou tem um subgrupo livre de classificação 2.
O grupo Tits e a construção Tits – Koecher receberam o nome dele. Ele apresentou a conjectura de Kneser-Tits.

## Condecorações
- 1993 Prêmio Wolf de Matemática
- 1996 Medalha Cantor
- 2008 Prêmio Abel

### Morte
Morreu em 5 de dezembro de 2021, aos 91 anos de idade.

## Obras selecionadas
- Liesche Gruppen und Algebren. Springer Hochschultext 1987
- Tabellen zu den einfachen Liegruppen und ihren Darstellungen. Springer 1967, 53 Seiten
- Lectures on algebraic groups. 1967 (Yale)
- Buildings of spherical type and finite {\displaystyle (B,N)} pairs. Springer Lectures Notes in Mathematics 1974
- com Francois Bruhat: Groups reductifs sur une corps locaux. 1-3, Publ.Math.IHES 1972, 1984, J.Fac.Sci.Univ.Tokio 1987
- On R. Griess' “Friendly giant”., Inventiones Mathematicae 1984 (zu der Gruppe auch Seminar Bourbaki Expose 620, 1983/4), online:
- A local approach to Buildings. In: The geometric Vein. Coxeter Festschrift, 1981